# Žirnovsk
Žirnovsk (rusky Жирновск) je město ve Volgogradské oblasti v Ruské federaci. Při sčítání lidu v roce 2010 měl bezmála sedmnáct tisíc obyvatel.

## Poloha a doprava
Žirnovsk leží převážně na levém, východním břehu Medvedici, přítoku Donu. V rámci Volgogradské oblasti se nachází na jejím severu a od Volgogradu, jejího správního střediska, je vzdálen přibližně 320 kilometrů severně. Nejbližší srovnatelně velké město je Kalininsk v sousední Saratovské oblasti, který leží přibližně 70 kilometrů severně.
Ze severu z Kalininsku prochází přes Žirnovsk silnice na jih přes Liňovo a Kotovo do Kamyšinu.

## Dějiny
Na místě Žirnovsku se od 17. nebo 18. století nacházely vesnice Žirnoje (Жирное) a Kurakino (Куракино). Když byla koncem 40. let 20. století objevena u vesnic ložiska ropy, vznikl zde v roce 1954 Žirnovsk jako těžařská osada. Už v roce 1958 měl téměř deset tisíc obyvatel a stal se městem.